# Giovanni da Asciano
Giovanni da Asciano of voluit Giovanni di Guido da Asciano genoemd, was een Italiaanse kunstschilder die actief was in Asciano, Siena en Florence in de tweede helft van de 14e eeuw.
Hij zou een leerling van Barna da Siena geweest zijn, een Italiaanse schilder van wie het bestaan in twijfel wordt getrokken, maar die een leerling zou geweest zijn van Simone Martini en wiens kunst toonaangevend was in het tweede kwart van de 14e eeuw in Siena. Omwille van het ontbreken van biografische gegevens die met zekerheid op Giovanni kunnen betrokken worden, trekt men ook zijn bestaan in twijfel.

## Identificaties
Er worden door de kunsthistorici allerlei toewijzingen vooropgesteld voor Giovanni. Hij wordt vereenzelvigd met een medewerker van Lippo Memmi of met Lippo Memmi zelf, maar ook met Bartolo di Fredi. Anderen veronderstellen dan weer dat de werken die aan hem worden toegeschreven van verschillende kunstenaars afkomstig zijn.

## Werken
Van de diverse werken die aan hem worden toegeschreven kennen we onder meer:
- de Scènes uit de passie, ca. 1372, in de kerk van San Francesco in Asciano nu bewaard in het Museo d'arte sacra in Asciano
- de predella met de Scènes uit de passie nu in de Pinacoteca Nazionale di Siena
- een fresco van de Madonna uit de kerk van San Pietro in San Gimignano